# Maserati MC20
La Maserati MC20 (MC comme Maserati Corse et 20 pour 2020) est une supercar à moteur central du constructeur automobile italien Maserati produite de 2020 à 2025. Lors de son lancement, le constructeur a annoncé que le coupé serait vite suivi d'un spyder et, ensuite, d'une version électrique. En 2024, Maserati lance une variante de course Project 24 ainsi que version à propulsion électrique.

## Présentation
Le nom de la nouvelle supercar de Maserati est dévoilé le 20 février 2020. La MC20 fait référence à la Maserati MC12 de 2004 et confirme le retour de la marque au Trident en compétition.
Le 13 mai 2020, un prototype de Maserati MC20 rend hommage à Sir Stirling Moss, décédé le 12 avril 2020 à l'âge de 90 ans.
La Maserati MC20 est présentée officiellement sur le circuit automobile de Modène le 9 septembre 2020 lors de l'événement "MMXX : The time to be audacious" (MMXX pour 2020).

Maserati MC20
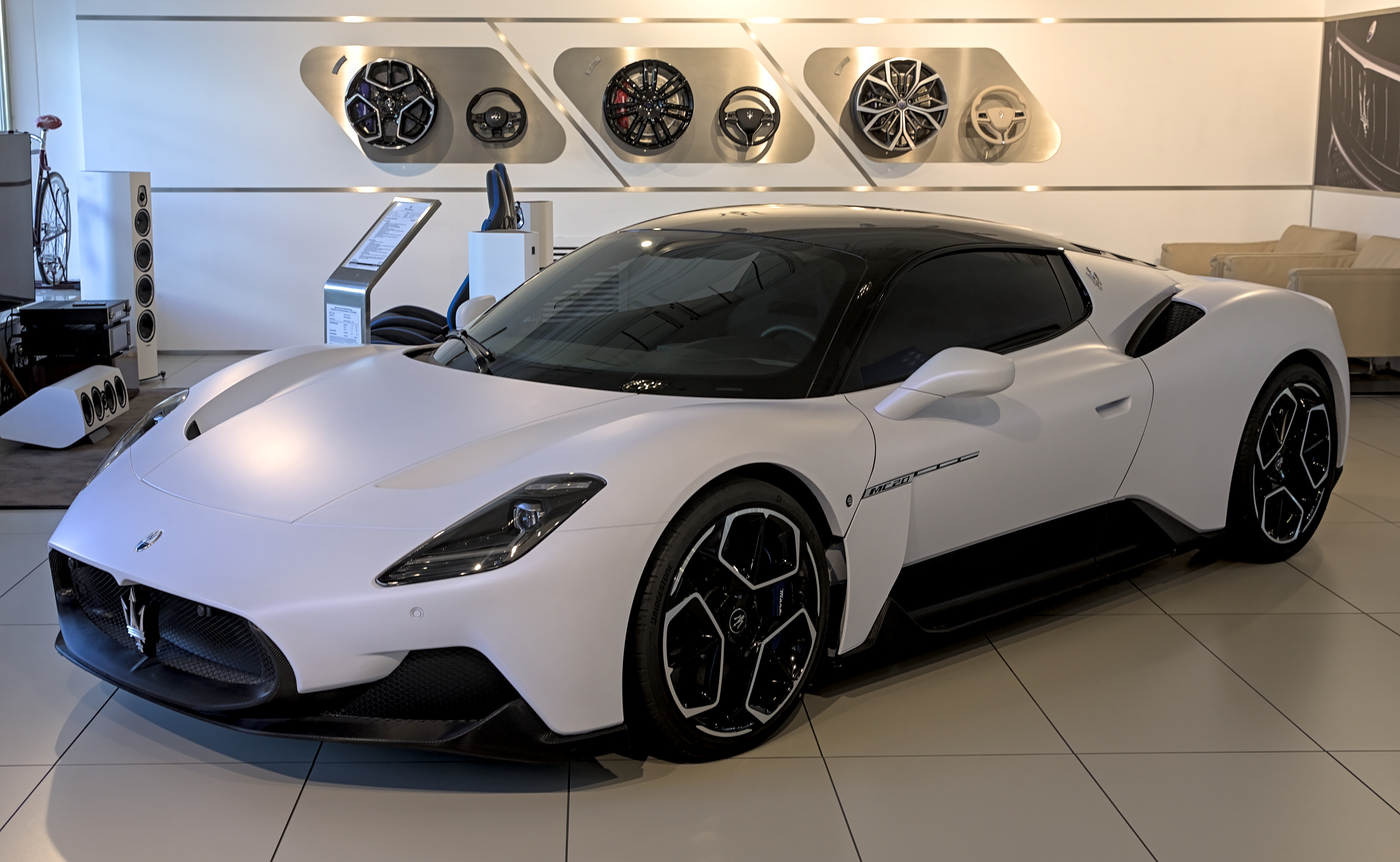
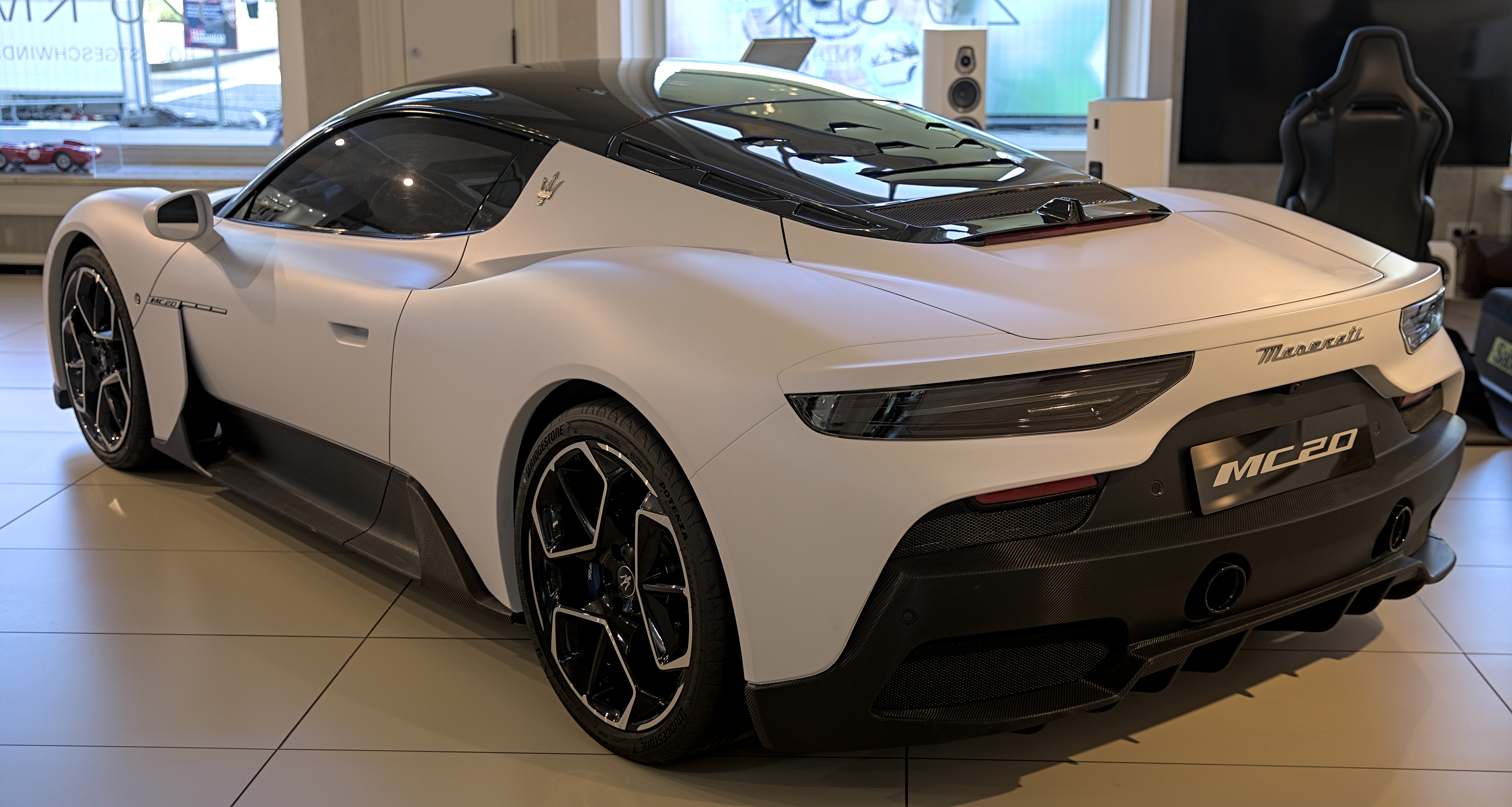
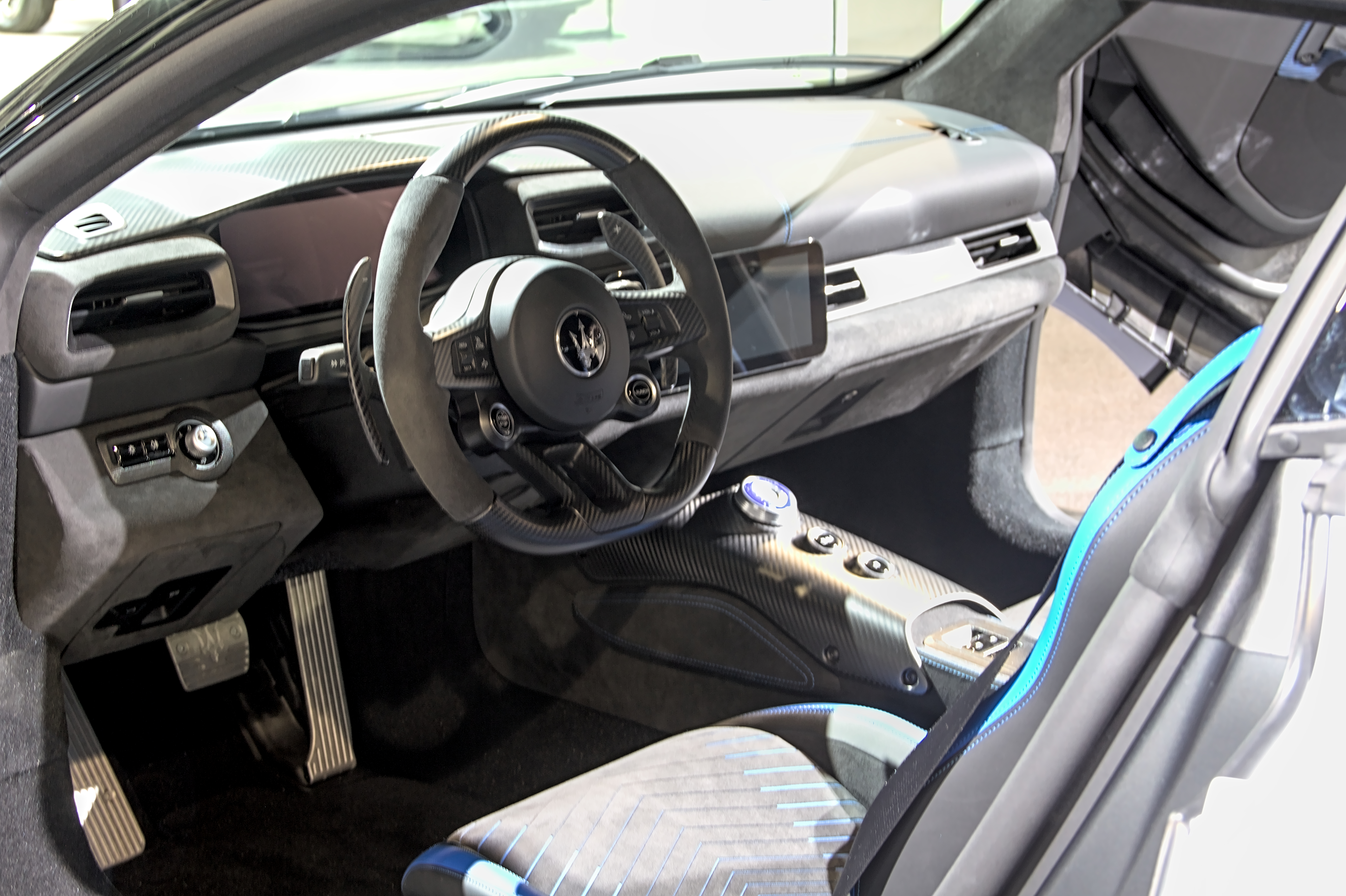

### MC20 Cielo
La version Spyder de la MC20 appelée MC20 Cielo est présentée le 25 mai 2022, dotée d'un toit en dur rétractable. C'est la « jumelle » ouverte du coupé dont elle partage les mêmes performances et le même confort. Il suffit d’appuyer sur un bouton et en 12″ la super voiture de sport se transforme. Si, en revanche, on préfère conserver l’habitacle fermé,  la « sensation du ciel » apparaît en appuyant simplement sur une autre touche et le toit opaque devient transparent.
Elle pèse seulement 65 kg de plus que le Coupé (1 540 kg), grâce à l'attention apportée lors de la phase de conception. Le châssis en carbone est le même pour les trois configurations : Coupé, Spyder et la future version électrique. Il garantit une extrême rigidité à la torsion.

## Caractéristiques techniques
La caisse monocoque de la Maserati MC20 est née de la collaboration entre Maserati et Dallara, constructeur de voitures de sport de course. Elle est produite par TTA Adler S.p.A., une entreprise italienne spécialisée dans les pièces en matériaux composites. Elle a été conçue, dès le départ, pour les trois types de véhicules que le constructeur de Modène va en dériver : coupé , cabriolet et future version électrique EV. L'architecture et la géométrie de cette caisse monocoque sont identiques pour les 3 versions.
La suspension avant de la Maserati MC20 comprend des triangles superposés avec barre anti-roulis. Le même schéma est reconduit pour la suspension arrière, solution très rare sur les voitures de cette catégorie.

### Motorisation
Le 1er juillet 2020, le constructeur dévoile le moteur six cylindres Nettuno conçu et produit en interne pour la MC20. Le moteur est un V6 de 3,0 litres à 90 degrés avec un carter sec, un double turbocompresseur et il est équipé d'une injection de carburant directe et indirecte. Il développe 630 ch à 7 500 tr/min avec une zone rouge à 8 000 tr/min pour 730 N m de couple. Il est associé à une transmission robotisée à double embrayage qui entraîne les seules roues arrière.
| Logo de Maserati                           | MC20                                                                    | MC20 | MC20 | MC20 | MC20 |
| Moteur                                     | Maserati V6                                                             |      |      |      |      |
| Cylindrée (cm3)                            | 2 992 Alésage x course : 88 x 82 mm                                     |      |      |      |      |
| Alimentation                               | Bi-Turbo avec Wastegate à commande électronique                         |      |      |      |      |
| Puissance maximale Ch DIN (kW)             | à 7 500 tr/min : 630 (463)                                              |      |      |      |      |
| Couple maximal (N m)                       | de 3 000 à 5 500 tr/min : 730                                           |      |      |      |      |
| Boîte de vitesses                          | Robotisée à 8 rapports Double embrayage                                 |      |      |      |      |
| Transmission                               | Propulsion                                                              |      |      |      |      |
| Pneumatiques                               | AV : Pirelli 245/35 ZR20 AR : Pirelli 305/30 ZR20                       |      |      |      |      |
| Vitesse maximale (km/h)                    | Bridée à 325                                                            |      |      |      |      |
| Accélération 0-100 km/h (s) 0-200 km/h (s) | 2,9 8,8                                                                 |      |      |      |      |
| Freins AV                                  | Disques ventilés 380×34 mm (disques CCM 390×36 option) Brembo 6 pistons |      |      |      |      |
| Freins AR                                  | Disques ventilés 350×27 mm (disques CCM 360×28 option) Brembo 4 pistons |      |      |      |      |
| Distance de freinage                       | de 100 km/h à 0 : < 33,0 mètres                                         |      |      |      |      |
| Consommation moy.(L/100 km)                | 11,6                                                                    |      |      |      |      |
| Masse à vide (kg)                          | 1 475                                                                   |      |      |      |      |
| Cx                                         | 0,39                                                                    |      |      |      |      |
| Capacité du réservoir (Litres)             | 60                                                                      |      |      |      |      |
| Émissions de CO2 (en g/km)                 | 261                                                                     |      |      |      |      |
| Norme environnementale                     | Euro 6                                                                  |      |      |      |      |

### Finition intérieure
L'intérieur des MC20 est entièrement revêtu en Alcantara et en cuir avec des surpiqûres contrastées. Le cuir des sièges et du tableau de bord est coordonné avec la couleur de la carrosserie.

### Option: hauteur de caisse variable
Les Maserati MC20 peuvent être équipées, en option, d'un système qui permet de surélever le véhicule à basse vitesse (jusqu'à 40 km/h) pour augmentant la garde au sol pour surmonter les obstacles tels que les ralentisseurs ou s'engager dans les rampes trop raides. Le système est activé simplement en appuyant sur le bouton placé sur le volant. Une fois activé, le système hydraulique soulève le train avant de 50 mm. Il suffit d'appuyer une seconde fois sur le bouton pour que la voiture revienne à sa hauteur de caisse standard.

### Production
Les premières MC20 ont été livrées en fin d'année 2020, tandis que les premières livraisons de la MC20 Cielo ont débuté au début 2023. Les 2 modèles sont fabriqués à Modène. Le millième exemplaire a été construit début mai 2022. La capacité de production maximale du site de Modène est de 1 400 MC20 par an, 6 par jour, entre coupé et spyder. À pleine capacité, le mix attendu est de 50/50.

### MC20 Séries limitées
- MC20 Notte Edition, limitée à 50 exemplaires dans le monde[6].
- MC20 Cielo PrimaSerie, limitée à 60 exemplaires. Cette version arbore la nouvelle couleur Aquamarine, des jantes de 20 pouces en finition Gold Speciale et « PrimaSerie » gravé au laser accessible pour la modique somme de 255 230 €uros version de base DCT et 312 300 €uros pour la version MC20 GT2 Stradale DCT, hors options.

## Project24 - la MCXtrema de course
La Maserati Project24 est une Hypercar, la version de course d'endurance de la MC20, un concentré de technique, qui sera fabriquée en édition (très) limitée de 62 exemplaires qui a été présentée le 22 juillet 2022.
Conçue par le "Centre de style Maserati", la Project24 présente un tout nouveau look. Le design Maserati repousse les limites grâce à l'absence des contraintes typiques d'une voiture de compétition. Le résultat est un mélange sans précédent pour devenir un classique de collection pour les passionnés. 
Le constructeur de Modène s'était fixé comme objectif de ne pas dépasser 1 250 kg. Le rapport puissance/poids est de 1,69 kg/Ch. Ce modèle, au caractère extrême et exclusivement orienté piste, hérite des spécifications de la Maserati MC20, avec des caractéristiques techniques encore plus avancées : le moteur Maserati Nettuno V6 biturbo de dernière génération avec de nouveaux turbocompresseurs pour porter sa puissance à 740 Ch, les suspensions innovantes, le système de freinage de course en carbone-céramique et les pneus Pirelli spécialement développés pour la course. Tous les équipements de sécurité sont conformes et homologués par la FIA. Le prix :un peu plus de 900 000 €uros !

### Spécifications et caractéristiques techniques
- Voiture biplace non homologuée pour la circulation routière
- Centre de style Maserati Design
- Dimensions : Largeur/Hauteur 2 020 x 1 220 mm
- Poids à sec inférieur à 1 250 kg
- Conforme aux exigences de sécurité de course de la FIA
- Réservoir de carburant FT3 de 120 litres homologué FIA
- Extincteur selon les spécifications FIA
- Arceau de sécurité homologué FIA
- Moteur :
  - Maserati Nettuno V6 biturbo à 90° carter sec
  - Cylindrée 2 992 cm3 - puissance 740 Ch DIN
  - Maserati Twin Combustion (MTC) Twin Spark avec contrôle de double combustion TJI
- Transmission/traction :
  - Boîte de vitesses séquentielle de course à 6 rapports 2WD avec palettes de changement de vitesse
  - Embrayage de course et différentiel à glissement limité mécanique
- Carrosserie :
  - Fibre de carbone avec des composants spécifiques en fibres naturelles
  - Aérodynamique haute performance
  - Aileron avant et arrière multi-réglable
  - Charge aérodynamique élevée
  - Feux avant à LED
  - Feu de pluie homologué FIA
  - Vitres avant et latérales en Lexan
- Châssis
  - Monocoque centrale ultra-légère en fibre de carbone
  - Vérins pneumatiques à bord
- Freins :
  - Étriers de course
  - Freins de course ventilés Brembo CCMR
  - Refroidissement des freins sur mesure
- Roues
  - Jantes en aluminium forgées de 18 pouces
  - Écrou de fixation central
  - Pneus slick
- Suspensions :
  - Double triangulation avec axe de direction semi-virtuel
  - Amortisseurs de course réglables
  - Barres de torsion avant et arrière réglables
- Aménagement intérieur :
  - Siège de course (siège passager en option)
  - Pédales de course réglables
  - Colonne de direction réglable
  - Ceinture de sécurité de course à 6 points
  - Volant multifonction avec écran intégré, en fibre de carbone
  - Affichage de la caméra arrière (en option)
  - Enregistrement de télémétrie (facultatif)
  - Caméra embarquée pour l'enregistrement vidéo (en option)
  - Tableau de bord et système d'acquisition de données
  - Affichage des performances de conduite (facultatif)
  - Climatisation
  - Système de surveillance de la pression des pneus (en option)
  - ABS de course réglable et contrôle de traction

### Résultats en course
- Saison 2024 : voir résultats GT2 European Series 2024
- Saison 2025

Après un début de saison 2025 en demi-teinte, les Maserati signent un spectaculaire retour en forme à Zandvoort face aux redoutables Lamborghini et Mercedes-AMG.
- - Circuit Paul Ricard - 11-13 avril 2025, circuit du Castellet. Les MC20 GT2 de l'écurie LP Racing s'adjugent une modeste 5e place lors de la 1re manche et Dinamic Motorsport 7e. Lors de la deuxième manche une MC20 GT2 de l'écurie3e place de Dinamic Motorsport se place 3e devancée par la Lamborghini Huracan de l'écurie Micanek Motorsport et la Mercedes-AMG d'NM Racing Team.
  - Circuit de Zandvoort - 17 et 18 mai 2025, la situation s’inverse. Dès la première course, LP Racing s’impose devant la Lamborghini de Micanek Motorsport. Dinamic Motorsport s'adjuge la 3e place.